# Epidendrum radioferens
Epidendrum radioferens är en orkidéart som först beskrevs av Ames, F.T.Hubb. och Charles Schweinfurth, och fick sitt nu gällande namn av Eric Hágsater. Epidendrum radioferens ingår i släktet Epidendrum och familjen orkidéer. Inga underarter finns listade i Catalogue of Life.